# Cladomyrma hobbyi
Cladomyrma hobbyi är en myrart som beskrevs av Horace Donisthorpe 1937. Cladomyrma hobbyi ingår i släktet Cladomyrma och familjen myror. Inga underarter finns listade i Catalogue of Life.

## Bildgalleri

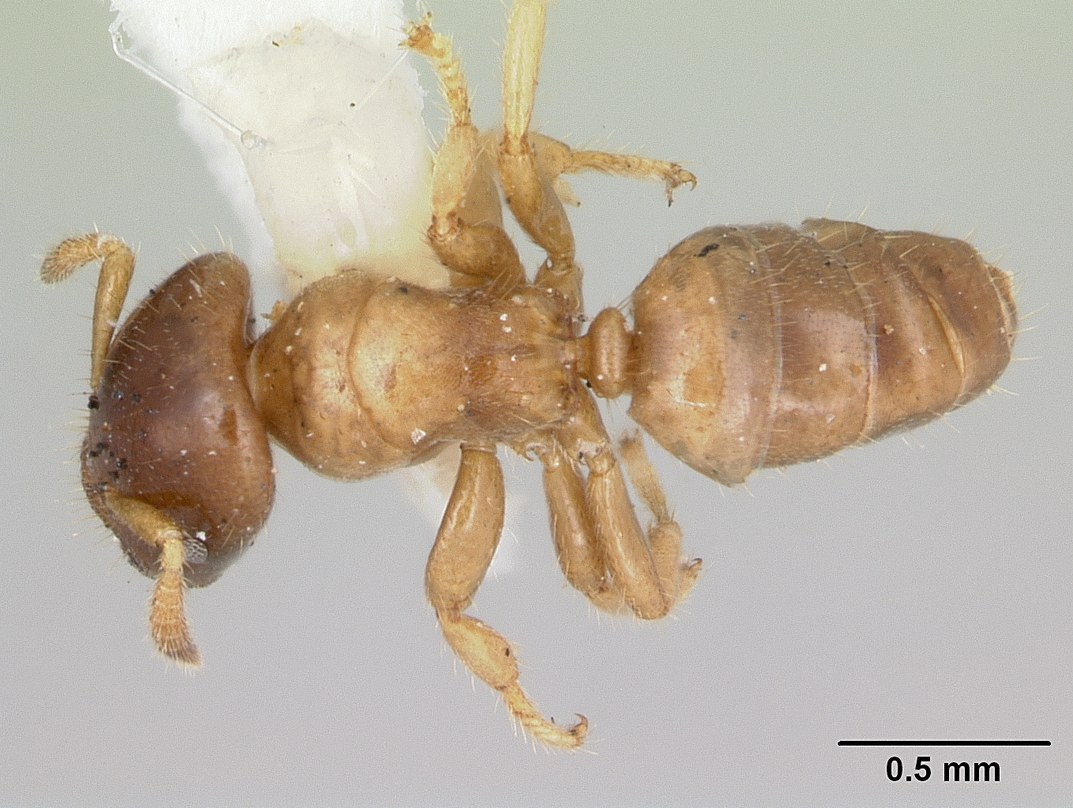
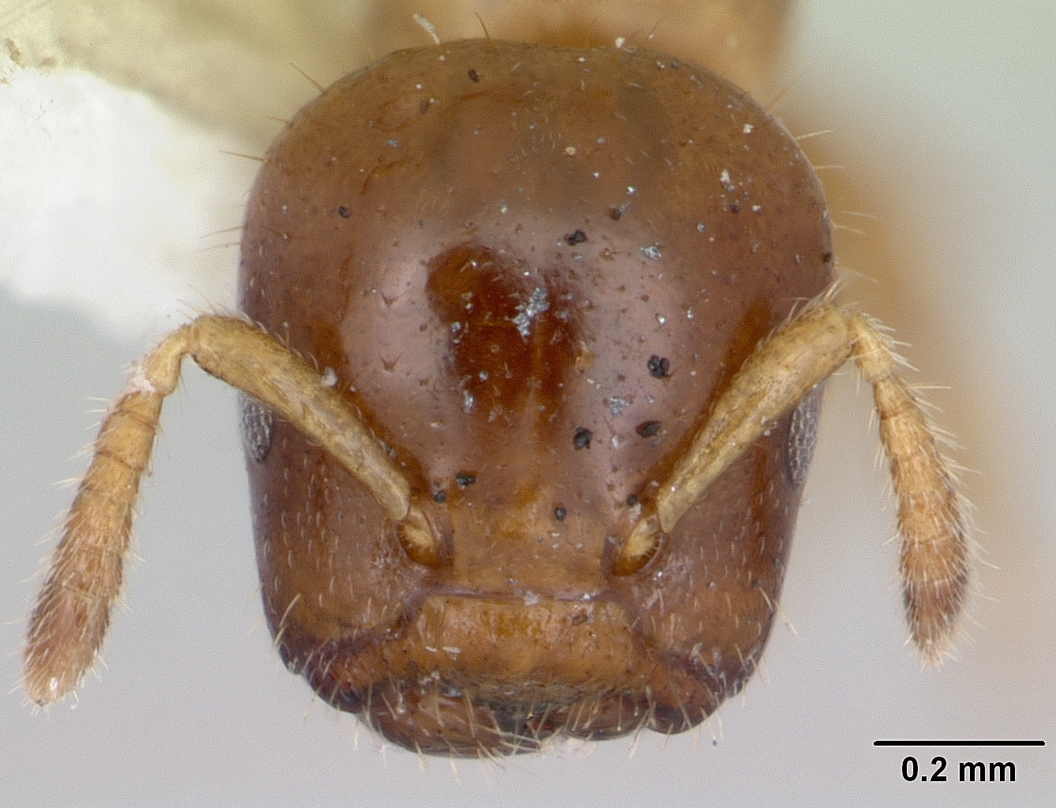
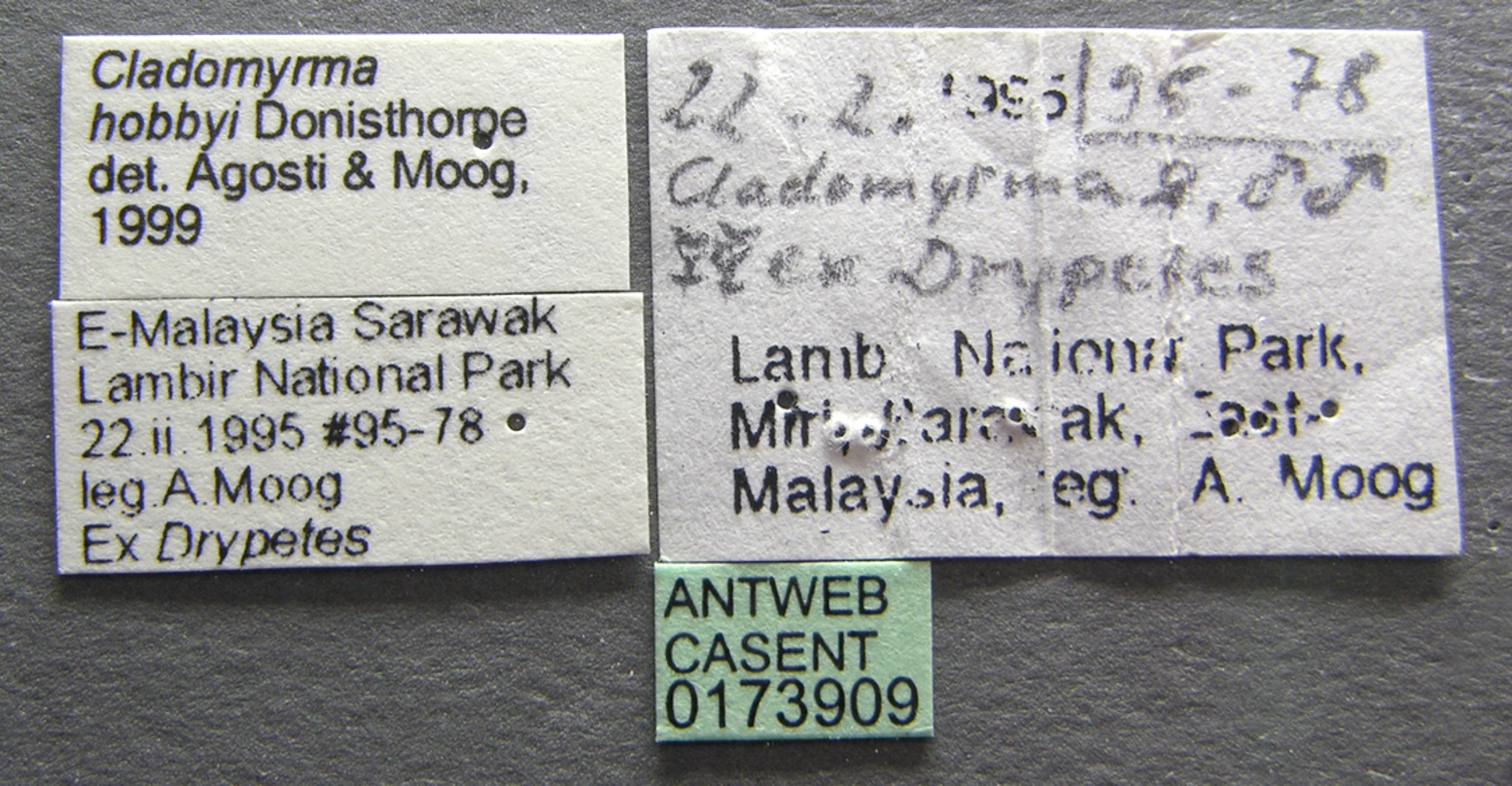
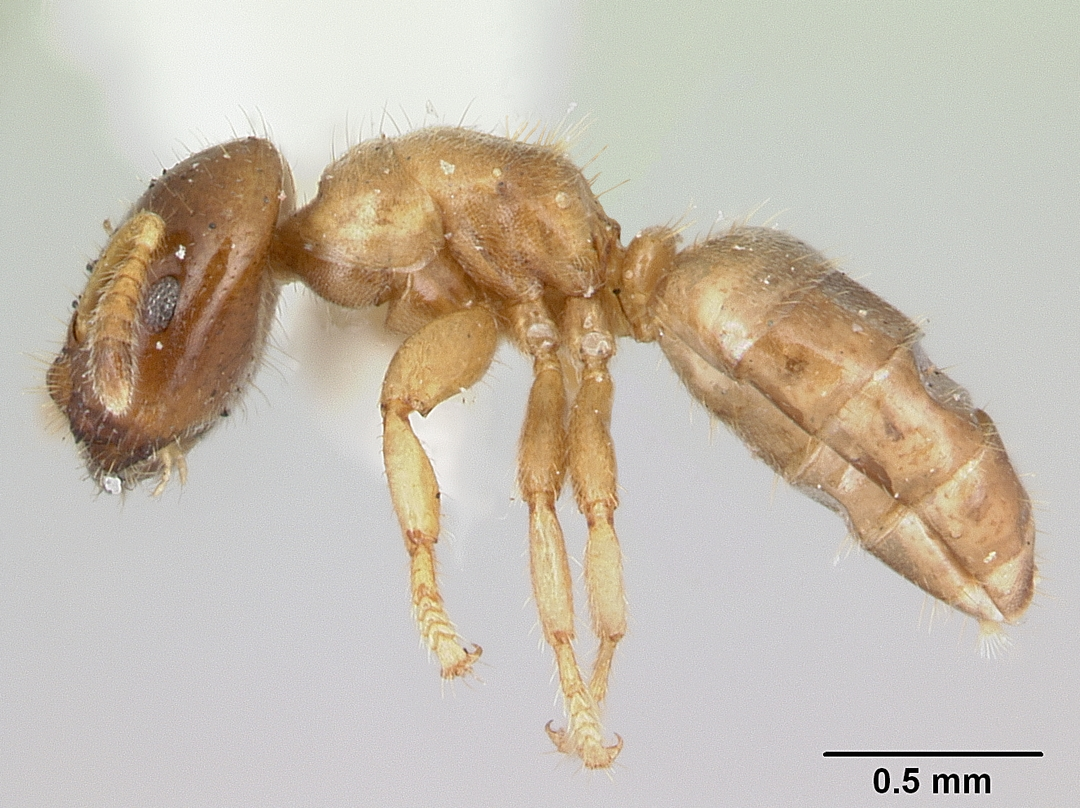
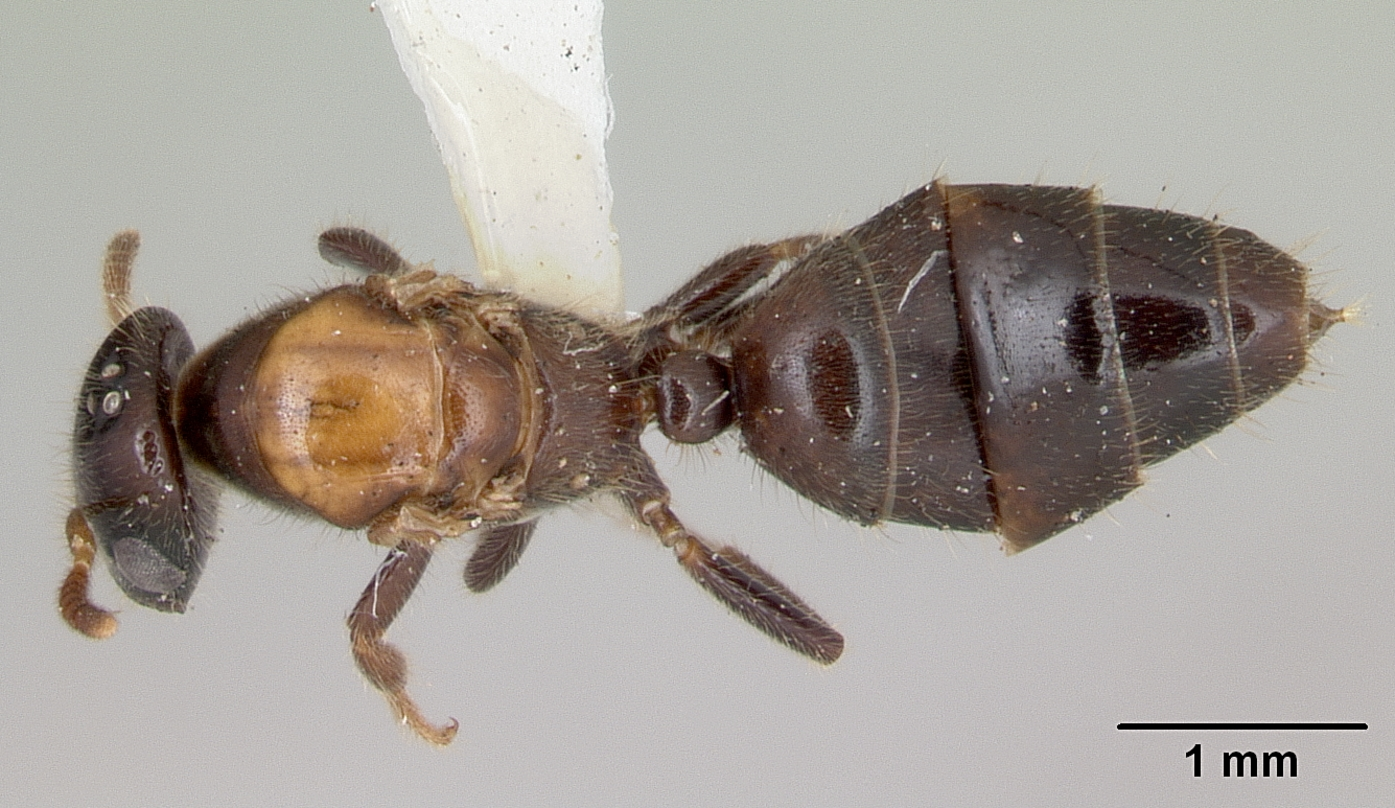
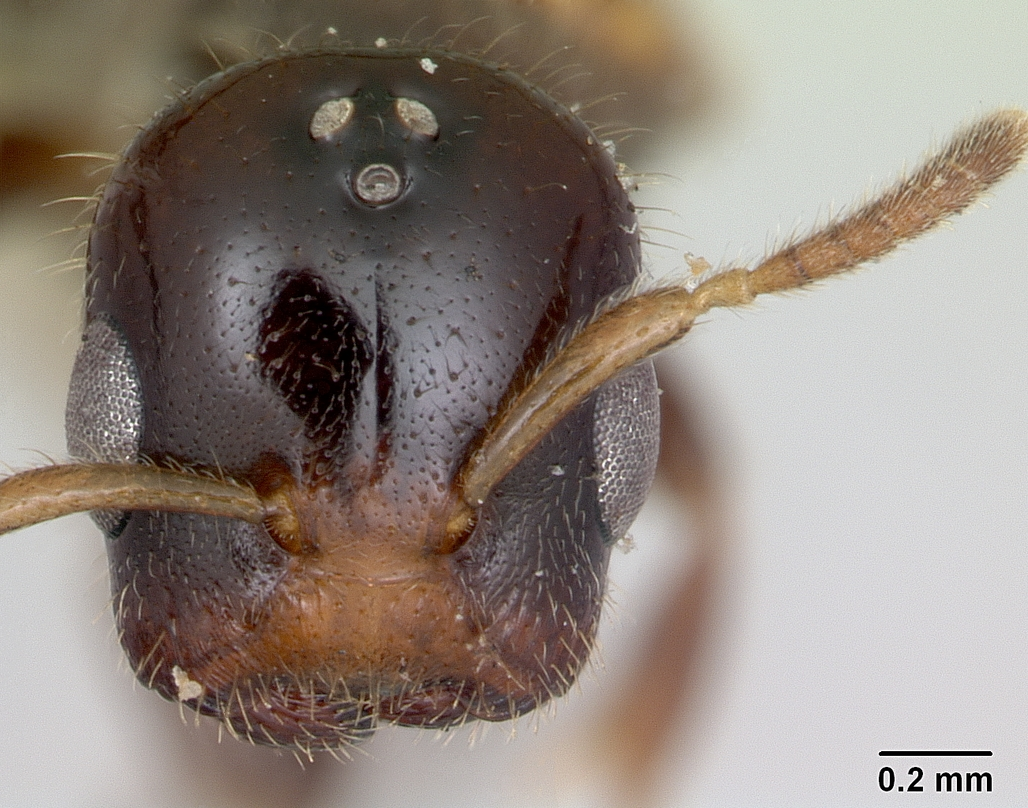